# My One and Only (film 2009)
My One and Only, conosciuto anche con il titolo Viaggio d'estate, è un film del 2009 diretto da Richard Loncraine.
Interpretato da Renée Zellweger e Logan Lerman, il film si basa sulle esperienze d'infanzia dell'attore George Hamilton, quando attraversò gli Stati Uniti con la madre e il fratello, con aneddoti che Hamilton raccontò a Merv Griffin. Griffin ebbe l'idea per una sceneggiatura e seguì il progetto dall'idea alla produzione, fino alla sua morte nel 2007.

## Trama
A New York nel 1953, Ann Devereaux vive con il marito Danny, direttore d'orchestra,  e con i loro due figli George e Robbie, il primo molto più maturo dei suoi 15 anni e il secondo è un ragazzo effeminato con aspirazioni attoriali. Ann non sembra molto interessata alla vita dei suoi figli, non ricorda nemmeno quale scuola frequentino. Dopo aver sorpreso il marito con l'ennesima amante, Ann decide di lasciarlo, portando con sé i figli. Preleva quindi del denaro dalla sua cassetta di sicurezza e manda George ad acquistare una Cadillac.
Ann, assieme ai figli Robbie e George, intraprende un viaggio attraverso gli Stati Uniti, alla ricerca di un marito facoltoso che possa dare un buon tenore di vita per lei e per i suoi ragazzi. In un primo soggiorno a Boston e a Pittsburgh, alcuni uomini si rivelano delusioni per Ann; uno ha problemi finanziari e le chiede una grossa somma di denaro, e al suo rifiuto le ruba i soldi dalla borsetta; il secondo si rivela un violento. Durante il suo viaggio incontra altri uomini, uno di cui respinge le avances sessuali, un altro attratto dalle donne più giovani e un altro ancora che scopre essere uno schizofrenico poligamo. Nella sua ricerca di un marito, Ann viene addirittura arrestata per adescamento, dopo aver parlato al bancone di un bar con un poliziotto sotto copertura.
Stanco della vita instabile che sta conducendo, George decide di voler tornare a vivere con suo padre, ma Danny lo rifiuta perché troppo impegnato nei suoi viaggi di lavoro. George rimane molto deluso e conclude che il padre non lo ama. In seguito, quando George chiede a Danny perché non li ha mai supportati finanziariamente, lui dice che ha inviato il denaro più volte, ma che Ann per orgoglio lo ha sempre restituito.
Per qualche tempo, Ann si trasferisce a casa della sorella a St. Louis, ma la convivenza è difficile a causa dei differenti caratteri delle sorelle. Successivamente Ann progetta di spostarsi a Los Angeles; se Robbie è entusiasta della cosa, George si dimostra stanco del comportamento della madre e decide di stare con sua zia. Durante il viaggio per Los Angeles Ann e Robbie vengono derubati e Robbie si vede costretto a telefonare al fratello. Arrivati tutti e tre a Los Angeles, Robbie viene introdotto nel mondo del cinema come aspirante attore di Hollywood, mentre George vuole diventare uno scrittore e trasferirsi a New York. Ma quando il padre muore per un infarto, George va al funerale di New York, dove decide di restare. Successivamente, torna a Los Angeles, dove casualmente scopre il suo talento attoriale, a discapito del negato Robbie. Pertanto George decide di restare in California con Ann e Robbie. Robbie continua a lavorare nel mondo del cinema come costumista e George inizia seriamente la carriera da attore. Ben presto Ann si rende conto di non aver bisogno più di nessuno per prendersi cura dei suoi figli, ormai capaci di badare a se stessi.

## Produzione
Le riprese hanno avuto luogo nella zona di Baltimora il 9 giugno 2008. Altre località incluse sono Mount Vernon, Baltimora e nella zona Tyrconnell vicino al lago di Roland, Maryland. Per diverse settimane, nel mese di agosto del 2008, ulteriori riprese si sono svolte a Albuquerque, nel Nuovo Messico.

## Distribuzione
Il film è stato presentato in concorso alla 59ª edizione del Festival di Berlino, successivamente è stato distribuito negli Stati Uniti il 21 agosto 2009. In Italia la pellicola è stata distribuita direttamente per il mercato home video con il titolo originale. Successivamente il film è stato trasmesso il 23 dicembre 2011 sulla rete televisiva Rai Movie con il titolo Viaggio d'estate.

## Riconoscimenti
- 2009 - Festival internazionale del cinema di Berlino
  - Orso di cristallo a Richard Loncraine
  - Candidatura all'Orso d'oro a Richard Loncraine